# Энгель, Лукас
 Лукас Алефельд Энгель  (дат. Lukas Ahlefeld Engel; род. 14 декабря 1998, Каструп, Копенгаген) — датский футболист, защитник английского клуба «Мидлсбро», выступающий на правах аренды за клуб MLS «Цинциннати».

## Клубная карьера

### Начало карьеры
Энгель родился в датском городке Каструп, южном пригороде Копенгагена, и начал заниматься футболом в местной команде. Первоначально играл на позиции нападающего. С 2015 года стал выступать за взрослую команду «Каструпа» (4-я лига) и за два сезона забил 29 мячей.

### «Фремад Амагер»
Летом 2017 года перешёл в клуб 1-го дивизиона «Фремад Амагер», за который дебютировал 30 июля 2017 года в матче 1-го тура против «Венсюсселя» (0:2). В первом сезоне получил несколько травм и имел немного игрового времени. В сезоне 2018/19 закрепился в качестве игрока основного состава, выступая на позициях нападающего и атакующего полузащитника, забил по итогам сезона 10 мячей и стал лучшим бомбардиром клуба.
Начиная с сезона 2019/20 стал вице-капитаном, а затем и капитаном клуба, и постепенно переквалифицировался в левого полузащитника.

### «Вайле»
1 февраля 2021 года Энгель подписал трехлетний контракт с клубом датской Суперлиги «Вайле», за который дебютировал 2 февраля в домашнем матче против «Орхуса» (0:0). 10 марта забил первый гол за клуб в четвертьфинале кубка Дании против «Раннерса», но это не спасло его команду от поражения (1:3).

### «Силькеборг»
31 января 2022 года на правах аренды до конца сезона перешёл в другой клуб Суперлиги — «Силькеборг». Дебютировал 20 февраля в победном матче против своего бывшего клуба «Вайле» и отметился голевой передачей (3:0). По итогам сезона 2021/22 Энгель помог «Силькеборгу» занять высокое 3-е место в чемпионате и в июне 2022 года подписал с клубом постоянный пятилетний контракт. В «Силькеборге» Лукас стал играть на позиции левого защитника, отметившись за полтора сезона 14 голевыми передачами (из них 4 — в Лиге Конференций).

### «Мидлсбро»
15 августа 2023 года подписал 4-летний контракт с клубом английского Чемпионшипа «Мидлсбро». Дебютировал 19 августа в домашней встрече против «Хаддерсфилд Таун» (1:1), выйдя в стартовом составе. 13 января 2024 года забил первый гол за «Мидлсбро» в гостевом поединке против «Миллуолла» (1:3).

## Международная карьера
В марте 2014 года Энгель был вызван в состав юношеской сборной Дании (до 16 лет) и отметился голом в дебютном матче.
В августе 2020 года вызывался в молодёжную сборную Дании, на отборочные матчи чемпионата Европы против Украины (до 21) и Северной Ирландии (до 21), однако получил травму во время одной из тренировок. В сентябре 2020 года, вновь был вызван на матчи против Мальты (до 21) и Финляндии (до 21), но не получил игрового времени.

## Достижения
«Силькеборг»
- Бронзовый призёр чемпионата Дании : 2021/22